# Sebastian Białecki
Sebastian Białecki (6 december 2003) is een Poolse darter die toernooien van de PDC speelt. In juli 2025 won hij Players Championship 22 en daarmee zijn eerste seniorentitel bij die bond.

## Carrière

### 2021
In maart gooide Białecki tijdens het UK Open, als jongste deelnemer van het toernooi zijnde, een negendarter in zijn partij tegen de Schot Jim McEwan.  De wedstrijd wist hij te winnen en na McEwan versloeg hij ook nog de Nederlanders Jitse van der Wal en Derk Telnekes. Uiteindelijk verloor hij in de vierde ronde van de Oostenrijker Mensur Suljović. 
Door Kevin Doets op 4 september te verslaan in de finale van European Challenge Tour 10, wist de Pool zijn eerste PDC-titel te pakken.  Een tweede titel volgde toen hij Geert Nentjes versloeg in de finale van European Development Tour 08 op 5 november. 

### 2022
In maart wist Białecki tijdens de UK Open achtereenvolgend Matt Campbell met 6-1, Joe Murnan met 6-5, Keegan Brown met 6-2, Ritchie Edhouse met 10-6, Ian White met 10-9 en Ryan Searle met 10-6 in legs te verslaan. William O'Connor was in de kwartfinale met 9-10 nipt te sterk. 
In april won Białecki voor het eerst een toernooi bij de WDF: hij versloeg Darren Johnson in de finale van het Denmark Open. Hierdoor plaatste Białecki zich automatisch voor het WDF WK van 2023.
Zijn debuut op de Euro Tour maakte Białecki in mei tijdens het Czech Darts Open. In de eerste ronde verloor hij met 4-6 van Martijn Kleermaker.
Op 4 juni schreef de Pool Development Tour 14 op zijn naam. In de halve finale boekte hij een overwinning van 5-0 op Bradley Brooks, waarna Keane Barry in de finale met 5-3 aan de kant werd gezet.
Samen met Krzysztof Ratajski kwam Białecki op de World Cup of Darts uit voor Polen. Het duo won in de eerste ronde nipt van de Amerikanen Jules van Dongen en Danny Baggish. In de beslissende leg gooide Białecki een 180, misste Baggish een matchdart voor een 160-finish en greep Ratajski via dubbel twintig met 5-4 de overwinning voor het Poolse tweetal. In de tweede ronde waren Kim Huybrechts en Dimitri Van den Bergh uit België te sterk.
Door in november de Oost-Europese qualifier te winnen, wist Białecki zich te plaatsen voor het PDC World Darts Championship. Hier verloor hij van Jim Williams met 3-2 in sets in de eerste ronde.

### 2023
Op 28 april won Białecki Development Tour 7 door in de finale met 5-4 langs Leighton Bennett te gaan.
Zijn tweede Development Tour-titel van het jaar bemachtigde de Pool op 18 augustus. In de finale van Development Tour 22 passeerde hij Keane Barry met 5-3.

### 2024
In juni won Białecki met een uitslag van 5-4 van Levy Frauenfelder in de finale van Development Tour 15. Een maand daarna gooide hij een negendarter tijdens Development Tour 18. Hij eindigde als vijfde op de ranglijst van de Development Tour, wat hem een tourkaart en daarmee toegang tot het professionele circuit van de PDC voor ten minste twee jaar opleverde.
Op het PDC World Youth Championship won Białecki in de groepsfase alle drie zijn partijen. Daarna versloeg hij Viktor Tingström, waarop Wessel Nijman te sterk was.
Białecki versloeg Ted Evetts in de finale van Challenge Tour 24.

### 2025
In februari won Białecki met een uitslag van 5-2 van Owen Bates in de finale van Development Tour 1.
Op Players Championship 22, dat plaatsvond in Hildesheim, versloeg Białecki in juli Lukas Wenig, Adam Paxton, Luke Woodhouse, Cameron Menzies, Gian van Veen en Danny Noppert om de finale te halen. Daarin was hij met een uitslag van 8-6 te sterk voor Niels Zonneveld. Zo greep de Pool zijn eerste seniorentitel bij de PDC.

## Resultaten op Wereldkampioenschappen

### PDC
- 2023: Laatste 96 (verloren van Jim Williams met 2-3)

### PDC World Youth Championship
- 2020: Laatste 32 (verloren van Ryan Meikle met 0-6)
- 2021: Groepsfase (verloren van Keelan Kay met 0-4, Niko Springer met 1-4 en Ted Evetts met 2-4)
- 2022: Laatste 16 (verloren van Josh Rock met 3-6)
- 2023: Halve finale (verloren van Luke Littler met 3-6)
- 2024: Laatste 16 (verloren van Wessel Nijman met 3-6)

### WDF
- 2023: Laatste 32 (verloren van Andy Baetens met 0-3)